# Shantaram
Shantaram je román z roku 2003, jehož autorem je Gregory David Roberts, původem z Austrálie, usvědčený lupič bank a závislý na heroinu, který utekl z vězení Pentridge a uprchl do Indie, kde žil 10 let.

## Děj
Shantaram je příběh uprchlíka, založeného na Robertsově zkušenosti, který je na útěku v indickém městě Bombaj. Muž, který založí bezplatnou kliniku ve slumu, se spojuje s největším mafiánem v Bombaji, aby pracoval jako padělatel, voják a pral špinavé peníze. Ale najde si i čas, aby se naučil indické jazyky (hindština a maráthština), zamiloval se a prožil si i drsný pobyt v indickém žaláři. Díky svým kontaktům dostane i malou roli v Bollywoodu a v závěru knihy se vydá do války v Afghánistánu.

## Film Shantaram
Román měl být zfilmován do stejnojmenného filmu, kde hlavní role ztvárňují Johnny Depp a Amitabh Bachchan, ale uvedení filmu se odsouvá na neurčito. 
Natáčení mělo probíhat především v Indii (a Austrálii) a bylo zrušeno kvůli epidemii C19. 

## Seriál Shantaram
V roce 2022 byl natočen seriál (12 dílů) primárně pro Apple TV Plus. 
Hlavní roli ztvránil Charlie Hunnam. Režie se ujali Bronwen Hughes, Bharat Nalluri a Justin Kurzel.
Za kamerou Anthony Dod Mantle (Oscar za nejlepší kameru  - Milionář z chatrče), kostýmy Margot Wilson (Tenká červená linie, Proposition,.. )